# Chantal van Gastel
Chantal van Gastel (Breda, 1980) is een Nederlandse schrijfster. Haar boeken zijn in te delen in het genre chicklit: romantische en grappige feel good-verhalen.

## Prijzen
- Geknipt voor jou werd door de lezers van Chicklit.nl verkozen tot Boek van het Jaar 2010.
- Zoek het maar uit werd door de lezers van Chicklit.nl verkozen tot Boek van het Jaar 2011.
- Zwaar verguld! werd door de lezers van Chicklit.nl verkozen tot Boek van het Jaar 2013.